# Lethrus karateghinicus
Lethrus karateghinicus är en skalbaggsart som beskrevs av Nikolajev 1976. Lethrus karateghinicus ingår i släktet Lethrus och familjen tordyvlar. Inga underarter finns listade i Catalogue of Life.